# August Dauber

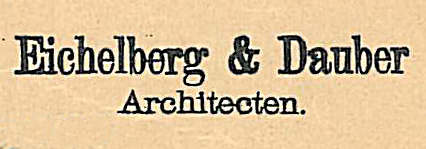
Stempel des Architekturbüros „Eichelberg & Dauber“ 1903

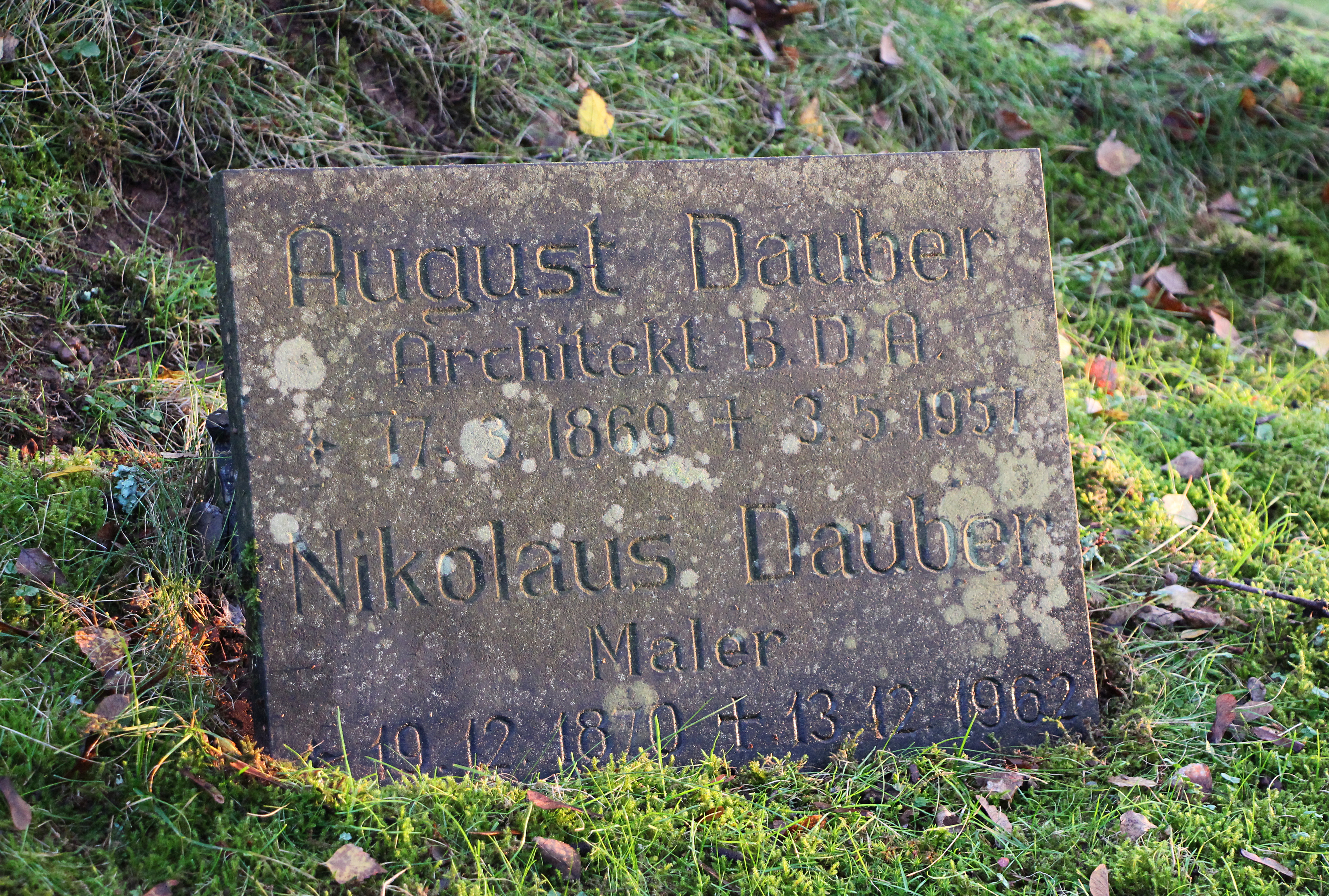
Grab von August und Nicolaus Dauber auf dem Marburger Hauptfriedhof

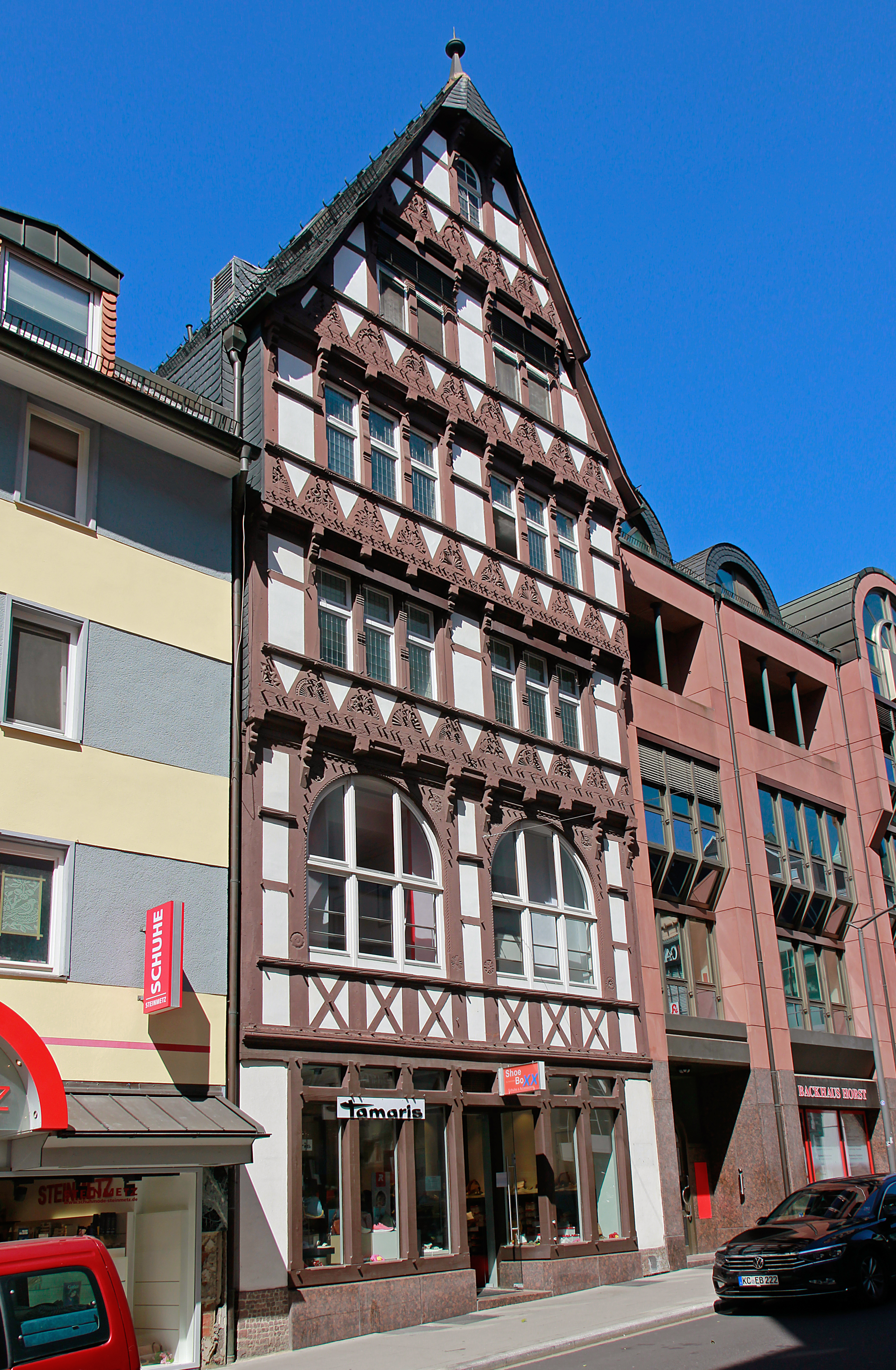
Wohnhaus von August Dauber in der Gutenbergstraße in Marburg

August Philipp Emanuel Dauber (* 17. März 1869 in Marburg; † 3. Mai 1957 ebenda) war ein deutscher BDA-Architekt. 1897 gründete er mit dem Architekten Otto Eichelberg das Architekturbüro „Eichelberg & Dauber“, das bald zu einem führenden Planungsbüro für den historistischen Ausbau der Universitätsstadt Marburg wurde.

## Leben
August Dauber stammte aus einer Marburger Steinmetz- und Maurerfamilie. Er war der älteste von drei Söhnen des Maurer- und Steinhauermeisters Jacob Dauber (1836–1888) und seiner Frau Elisabeth Auguste Berdux (1840–1925). Er ging zunächst bei seinem Vater in die Lehre, bevor er 1886 eine zweijährige Fachausbildung an der Baugewerkschule Holzminden absolvierte. Danach soll er kurzzeitig beim Stadtbauamt Marburg und anschließend fünf Jahre am Landbauamt in Weilheim i. OB tätig gewesen sein. 1893 begann er ein Architekturstudium an der TH Berlin-Charlottenburg, hauptsächlich bei Carl Schäfer, dem er 1894 an die TH Karlsruhe folgte und der als wichtigster Vertreter der späten Neugotik in Deutschland gilt. Dauber wurde ein begeisterter Schüler Schäfers und arbeitete zeitweise auch in dessen Baubüro. So ist auch für Daubers architektonisches Werk die Verbindung von handwerklicher Kunst und Architektur kennzeichnend. 1897 wurde Dauber Teilhaber im Architekturbüro von Otto Eichelberg, das seitdem unter dem Namen „Eichelberg & Dauber“ in Marburg firmierte. Gemeinsam planten sie bis zum Ersten Weltkrieg zahlreiche stadtbildprägende, historistische Massiv- und Fachwerkbauten in Marburg. Die Zusammenarbeit endete 1916 mit Eichelbergs Tod. 1919 bildete Dauber mit dem Marburger Architekten Karl Rumpf, der ebenfalls ein Schäfer-Schüler war, eine Architektengemeinschaft, die 1927 von Rumpf aufgelöst wurde.

## Familie
August Dauber arbeitete auch mit seinen beiden jüngeren Brüdern zusammen, dem Kunstmaler Nicolaus Dauber (1870–1962) und dem Bildhauer und Bildschnitzer Jakob Konrad Wilhelm Dauber (1876–1918). Beim Umbau der Evangelischen Kirche in Lohra durch die Architekten Eichelberg & Dauber 1909 schuf Nicolaus Dauber ein großes Gemälde mit der Kreuzigungsszene. Bei der 1911 von Eichelberg & Dauber errichteten Fachwerkkirche in Mohnhausen bei Haina fertigte Nicolaus die Innenausmalung und Wilhelm schnitzte den Altar und den Außenschmuck. Wilhelm Dauber starb bereits 1918 während des Ersten Weltkriegs in einem Kriegslazarett in Tournai in Belgien. Nicolaus Dauber wurde auch von Carl Schäfer geschätzt. Bei der Restaurierung des Friedrichsbaus des Heidelberger Schlosses beauftragte Schäfer ihn mit der Ausmalung der Innenräume. Beide Brüder wohnten bis zu ihrem Tod in dem vom Vater 1882 erbauten Fachwerkhaus in der Gutenbergstraße (damals Kasernenstraße) 2, von dem heute nur noch die Fachwerkfassade erhalten ist.
August Dauber war seit 1905 mit Elfriede Lucie Elsbeth geb. Puhlemann verheiratet. Er war ein passionierter Wanderer und langjähriges Mitglied im Oberhessischen Gebirgsverein (OHGV). Der 1930 vom OHGV-Zweigverein Holzhausen/Hünstein auf dem Hünstein erbaute Aussichtsturm geht auf seinen Entwurf zurück.

## Bauwerke (Auswahl)
Alle nachfolgend genannten Bauwerke stehen heute unter Denkmalschutz.
Für die Bauwerke, die gemeinsam mit Otto Eichelberg entstanden sind, siehe dort.

### Stadt Marburg
Die nachfolgende Liste ist insofern unvollständig, da sie nur auf dem bisher erschienenen Band Stadt Marburg II – Stadterweiterungen und Stadtteile der Denkmaltopografie basiert. Deshalb fehlen die Oberstadt und ihre ursprünglichen Vorstädte Ketzerbach, Grün und Weidenhausen.
| Bild            | Bezeichnung                             | Lage                                                          | Beschreibung | Bauzeit        | Daten |
| --------------- | --------------------------------------- | ------------------------------------------------------------- | --- | -------------- | ----- |
| Wohnhaus        | Wohnhaus                                | Marburg, August-Rohde-Straße 18 LageFlur: 18, Flurstück: 82/1 | Architekt August Dauber | 1928           |       |
| Wohnhaus        | Wohnhaus                                | Marburg, Barfüßertor 16 LageFlur: 21, Flurstück: 98/5         | 1936/37 Ausbau des Dachgeschosses durch August Dauber | 1845/46        |       |
| Wohnhaus        | Wohnhaus                                | Marburg, Barfüßertor 17 LageFlur: 21, Flurstück: 111/3        | Das Dachgeschoss mit Fremdenzimmern und Mädchenkammern wurde 1923 von August Dauber und Karl Rumpf zu Wohnzwecken ausgebaut. | 1899           |       |
| Wohnhaus        | Wohnhaus                                | Marburg, Dörfflerstraße 4 LageFlur: 18, Flurstück: 1163/33    | Letzter bisher bekannter historistischer Fachwerkbau von August Dauber | 1932           |       |
| Bild gesucht BW | Wohnhaus/Verbindungshaus                | Marburg, Lutherstraße 9 LageFlur: 21, Flurstück: 453/68       | Umbau 1929 zunächst durch Architekt Paul Schenk, später August Dauber | 1898           |       |
| Wohnhaus        | Wohnhaus                                | Marburg, Wilhelmstraße 54 LageFlur: 18, Flurstück: 1007/100   | Differenziert gestaltetes Wohnhaus 1924 nach Plänen von Dauber (Eichelberg?) errichtet. | 1924           |       |
| weitere Bilder  | Evangelische Pfarrkirche, Martinskirche | Michelbach, Kirchgasse 2 LageFlur: 5, Flurstück: 26/6, 27     | Die Evangelische Pfarrkirche liegt inmitten einer Einfriedung aus Bruchsteinmauerwerk, das sich teilweise 1,50 m hoch erhebt. Die Belegung des Kirchhofes wurde im späten 19. Jh. aufgegeben. Die imposante einheitliche, geostete spätromanische Chorturmanlage geht auf den Anfang des 13. Jhs. zurück. Die Strebepfeiler wurden 1910 durch August Dauber angefügt. | Anfang 13. Jh. |       |

### Außerhalb Marburgs
| Bild               | Bezeichnung                                      | Lage | Beschreibung | Bauzeit | Objekt-Nr. |
| ------------------ | ------------------------------------------------ | --- | --- | ------- | ---------- |
| weitere Bilder     | Ev. Kirche                                       | Landkreis Marburg-Biedenkopf, Münchhausen, Niederasphe Lage                                                    | Das Langhaus wurde 1902 nach einem Entwurf von August Dauber um zwei Joche nach Westen verlängert | 1902    |            |
| Bild gesucht BW    | Sachgesamtheit Landeshospital Haina, Refektorium | Waldeck-Frankenberg, Kloster Haina, Landgraf-Philipp-Platz 11-13 LageFlur: 3, Flurstück: 4                     | Die Restaurierung des Refektoriums als Winterkirche sowie die der zugehörigen Außenfassade erfolgte nach Plänen von August Dauber 1904/05 in eklektizistischen Formen ohne Berücksichtigung historischer Spuren nach ästhetischen Prinzipien. Die historistischen Veränderungen wurden in den Jahren um 1930–40 teilweise puristisch wieder rückgängig gemacht. | 1904/05 | 130162     |
| weitere Bilder     | Schloss Dillich                                  | Schwalm-Eder-Kreis, Borken, Dillich Lage                                                                       | In den Jahren 1905–1906, im Inneren teilweise noch bis 1910, wurde der Bau durch Karl Rieß von Scheurnschloß und den Marburger Architekten August Dauber innen und außen im Stil historisierender Weserrenaissance völlig umgestaltet und erweitert. | 1905/06 |            |
| weitere Bilder     | Ev. Kirche                                       | Gießen, Stadt und Landkreis, Allendorf / Lumda, Winnen, Marburger Straße 28 LageFlur: 3, Flurstück: 126, 153/4 | Wohl der wichtigste Eingriff in die mittelalterliche Bausubstanz erfolgte durch einen Umbau in den Jahren 1906-1908 [durch den Marburger Architekten August Dauber], bei dem das früher schmale und niedrige Schiff erhöht und nach Norden um annähernd seine alte Breite erweitert wurde. Die Langhausausstattung mit Holztonnengewölbe, Empore und Orgel mit neubarockem Prospekt entstammt dieser Zeit. [Nicolaus Dauber, der Bruder des Architekten, besorgte 1908 die Ausmalung der Kirche.] | 1906/08 | 46903      |
| Ev. Kirche         | Ev. Kirche                                       | Landkreis Marburg-Biedenkopf, Stadtallendorf, Wolferode Lage                                                   | Historistischer Neubau nach Plänen von August Dauber | 1909    |            |
| Gefallenenehrenmal | Gefallenenehrenmal                               | Waldeck-Frankenberg, Rosenthal, Fischrasen LageFlur: 39, Flurstück: 26/1                                       | Architekt August Dauber | 1921    | 79146      |
| weitere Bilder     | Rathaus                                          | Waldeck-Frankenberg, Rosenthal, Am Rathaus 2 LageFlur: 29, Flurstück: 128                                      | In seinen heutigen Zustand, der teilweise historisierend ist, wurde das Rathaus 1922 unter der Leitung des Marburger Architekten August Dauber versetzt und an der Ostseite wurde eine dreigeschossige, stockwerkweise verzimmerte Auslucht mit leichten Geschossüberkragungen und je einer Dreiergruppe hochrechteckiger Fenster angefügt. | 1922    | 79134      |
| weitere Bilder     | Casa Angelina                                    | Rheinland-Pfalz, Bingen am Rhein, Rochusallee 22 Lage                                                          | mittelalterlich-romantisierende Villa, 1924, Architekt August Dauber | 1924    |            |
| Hotel Kranenturm   | Hotel Kranenturm                                 | Rheinland-Pfalz, Landkreis Mainz-Bingen, Bacharach, Langstraße 30 Lage                                         | dreigeschossiger Schieferbruchsteinbau, 1925/26, Architekt August Dauber, Marburg | 1925/26 |            |
| weitere Bilder     | Aussichtsturm am Hünstein                        | Landkreis Marburg-Biedenkopf, Dautphetal, Holzhausen am Hünstein Lage                                          | 10 m hoher Holzturm mit einem Schutzraum und einer Aussichtsplattform | 1930    |            |

## Schriften
- Hessische Fachwerkbauten. In: Oberhessischer Gebirgsverein (Hrsg.): Oberhessischer Gebirgsverein: 1894–1929; Geschichte und Wandergebiet; anläßlich des 35jährigen Bestehens / Federzeichnungen von Nikolaus Dauber. Marburg 1929, S. 71–80. 
Nachdruck in: Jutta Schuchard: Der Schäfer-Schüler August Dauber (1869–1957). In: Jutta Schuchard, Ulrich Klein (Hrsg.): Neugotik in Marburg und Hessen. Marburger Geschichtsverein, Marburg 2017, S. 247–280.